# Naturschutzgebiet Apfelbaumgrund

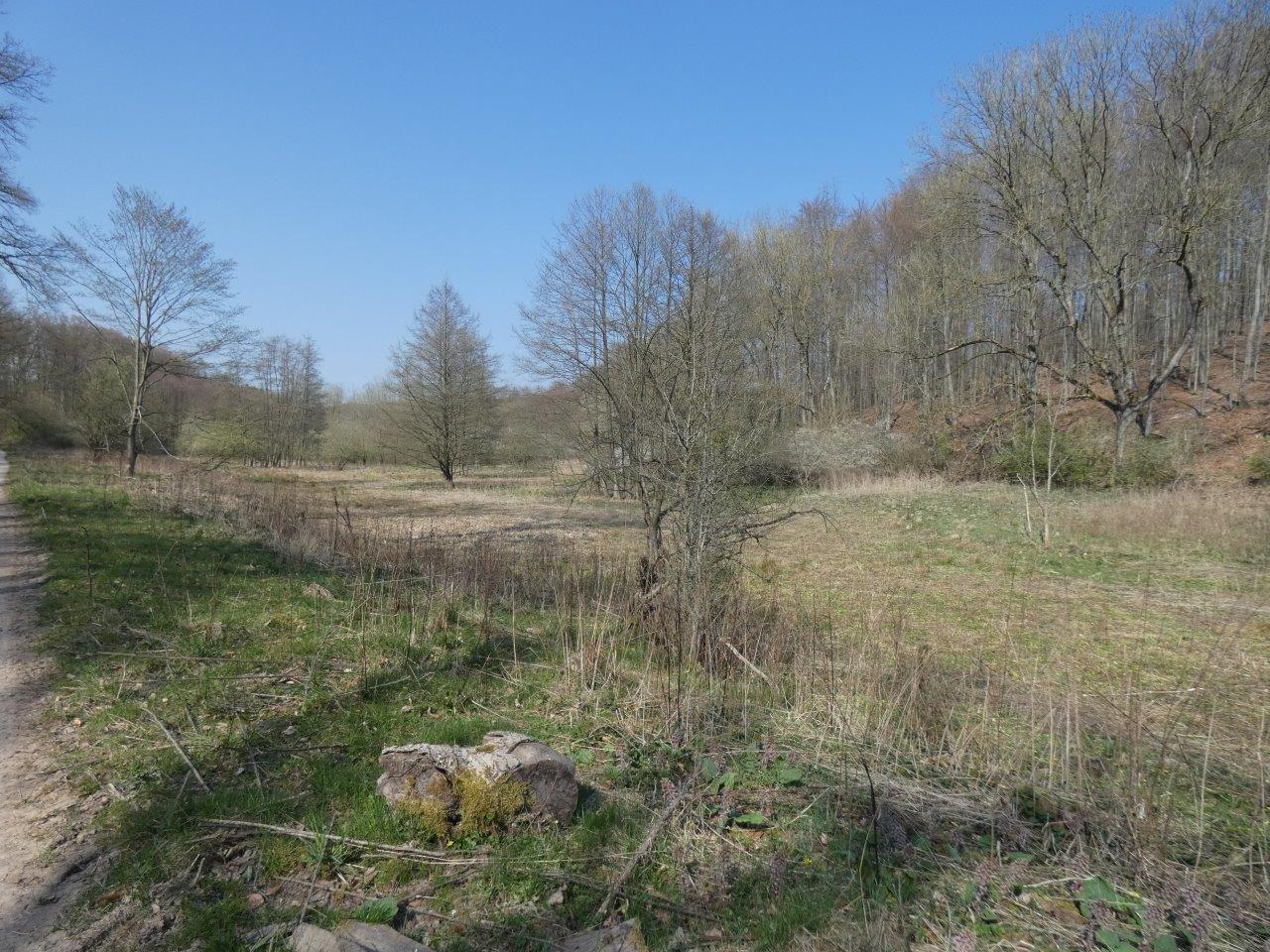
Naturschutzgebiet Apfelbaumgrund

Das Naturschutzgebiet Apfelbaumgrund mit einer Größe von 5,2 ha liegt nördlich von Meerhof im Stadtgebiet von Marsberg im Hochsauerlandkreis. Das Naturschutzgebiet (NSG) wurde 2008 mit dem Landschaftsplan Marsberg ausgewiesen. Das NSG ist meist vom Naturschutzgebiet Siebenbuchen mit Rotbuche-Wald umgeben. Im Nordwesten ist die NSG-Grenze gleichzeitig die Stadt- und Kreisgrenze. Im Kreis Paderborn grenzt das Naturschutzgebiet Marschallshagen und Nonnenholz mit oberen Altenautal an.

## Beschreibung
Das NSG umfasst ein schmales, Nord-Süd verlaufendes, offenes Grünlandbachtal mit naturnahen Bachlauf. Das NSG ist bis auf einen schmalen Streifen im Nordwesten von Wald umgeben. Das Grünland besteht zum größten Teil aus Fettweide. Am Bachlauf liegt Feuchtgrünland und Hochstaudenfluren sowie einen schmalen Auwaldrest. Das Grünland ist teilweise brachgefallen. Im NSG gibt es zwei angelegte Teiche.
Der Feuchtgrünlandbereich ist artenreich und vegetationskundlich wertvoll. Das NSG dient als Refugialbiotop für viele Pflanzen- und Tierarten.